# کورتیس او-۵۲
کورتیس او-۵۲ (به انگلیسی: Curtiss_O-52_Owl) یک هواگرد ملخ‌پیشین تک‌موتوره از نوع شناسایی ساخت شرکت Curtiss-Wright است. هواگرد کورتیس او-۵۲ نخستین پروازش را در ۱۹۴۰ میلادی انجام داد. این هواگرد در سال ۱۹۴۱ میلادی رسماً معرفی گردید. در مجموع، تعداد ۲۰۳ فروند از این هواگرد ساخته شده‌است.